# 西南农业大学
30°00′49″N 106°16′44″E / 30.013536°N 106.278823°E
西南农业大学是1950年至2005年期间曾经存在的一所农业高等院校。2005年，与西南师范大学合并为西南大学。

## 历史
学校位于中国重庆市北碚区西南师范大学旁，始建于1950年，原名西南农学院，由原四川省立教育学院的农艺系、园艺系、农产制造系和私立华西协合大学农艺系以及私立相辉学院农艺系合并而成；1952年全国高校院系调整，又将四川大学、云南大学、贵州大学、乐山技专、西昌技专、西南贸易专科学校、川北大学等10余所院校的农学院和部分农业及经济管理系科并入。1979年由国务院批准成为国家重点大学，直属于农业部。1985年西南农学院更名西南农业大学。2001年合并了荣昌畜牧兽医学院、中国农业科学院柑桔研究所，成立了荣昌校区。该校已经于2005年7月16日正式与西南师范大学合并成立综合性大学西南大学。

## 杰出校友
- 袁隆平，1953年毕业于西南农学院，杂交水稻之父。
- 侯光炯，土壤学家，中国科学院院士，历任西南农业大学教授、博士导师、系主任、名誉校长。
- 吴明珠，毕业于西南农学院园艺系果蔬专业，瓜类育种专家，中国工程院院士，现任新疆自治区农科院园艺作物研究所研究员，兼任中国园艺学会常务理事、中国西瓜甜瓜专业委员会委员、国际葫芦科作物遗传学会委员。

## 参看
- 重慶大學列表
- 211工程
- 国家重点学科
- 西南大學歷史